# Алексеевка (Оконешниковский район)
Алексеевка — деревня в Оконешниковском районе Омской области России. Входит в состав Чистовского сельского поселения. Расположена на берегу озера Лебяжьего.

## История
Основана в 1908 году. В 1928 году посёлок Алексеевский состоял из 123 хозяйств, основное население — украинцы. Центр Алексеевского сельсовета Крестинского района Омского округа Сибирского края.

## Население
| 2002 | 2010 |
| ---- | ---- |
| 214  | ↘174 |